# Dabúyida

Khursid

La dinastia dabúyida fou una dinastia d'ispahbads (caps militars) que va governar inicialment el Gilan i després la plana del Tabaristan; eren suposats descendents d'un rei sassànida i inicialment foren governadors sassànides que van esdevenir independents amb la invasió musulmana. El nom el van agafar del segon príncep de la dinastia Dabuya. La seva capital fou Fuman i van defensar el zoroastrisme.
Els dabúyides van governar de vers el 640 fins vers al 760. Malauradament no es coneix gairebé res de la seva història interna i el que se sap és mercès a l'historiador Ibn Isfandiyar. La dinastia es va iniciar al Gilan en el moment de confusió durant la invasió musulmana i la successió fou regular dins dels graus més pròxims. Vers el 712 amb Farrukhan I, es van estendre del Gilan cap a l'est ocupant les terres de la plana de Tabaristan mentre a les muntanyes governaven els karínides i els bawàndides. La capital es va fixar a Sari. El 716 van patir un seriós atac omeia organitzat pel governador d'Iraq Yazid ibn al-Muhàl·lab. El 749 va pujar al tron Khurshid II que va donar suport a Abu-Múslim i als abbàssides contra els omeies. També van ajudar a Abu-Múslim contra el rebel mazdaista Sunbadh, revoltat al Khurasan. No obstant el califa va decidir la conquesta del país i va enviar expedicions entre 758 i 760 fins que el van dominar. El darrer ispahbad, Khursid, va morir el 761, quan es va suïcidar a Daylam. La seva filla, de nom desconegut, fou una de les esposes del califa al-Mansur.

## Llista de ispahbads
- Gil ibn Gilanshah Gawbara vers 640-660
- Dabuya ibn Gawbara 660-676
- Farrukhan I ibn Dabuya 712-728[1]
- Dadburzmihr ibn Farrukhan I 728-741
- Farrukhan II ibn Farrukhan I 741-749[2]
- Khurshid ibn Dadburzmihr 749-761[3]